# Димитър Дечев (революционер)
Димитър Дечев е български офицер и революционер, деец на Върховния македоно-одрински комитет и Вътрешната македоно-одринска революционна организация.

## Биография
Димитър Дечев е роден през 1883 година в Сливен, тогава в Източна Румелия. Завършва сливенска гимназия и Военното училище в София, от което излиза с чин портупей-юнкер. Първоначално постъпва в Българската армия и е произведен поручик. Присъединява се към ВМОК и през 1902 година става четник при Тома Давидов. Обезоръжен е от последния и е изпратен през Гърция обратно в България с трима четници. През януари 1903 е създадена щабна чета с главен войвода Димитър Дечев, в която се включват ръководителите на битолския окръг, сред които и Борис Сарафов. Извършват обиколки в Смилевско, Крушевско, Демирхисарско, Охридско, Ресенско, Долнопреспанско, Костурско и Леринско като довършват приготовленията там за същинското въстание.
Димитър Дечев участва на Смилевски конгрес на ВМОРО. По-късно е определен за военен ръководител на Демирхисарския район за време на Илинденско-Преображенското въстание в който замества Георги Попхристов преминал в Леринско. След началото на въстанието четата постоянно е в движение и води боеве с турска войска в Охридско, Смилевско и Демирхисарско.  След смъртта на Йордан Пиперката, на неговото място е избран Дечев. Загива при изтеглянето на четата към България след потушаването на въстанието на 22 октомври 1903 година при село Сълп, Велешко. Главата му е отрязана и отнесена във Велес.